# Carré ViiiP
Carré ViiiP est une émission de télévision française de télé-réalité présentée par Elsa Fayer, produite par Endemol et diffusée sur TF1 du 18 mars au 31 mars 2011. TF1 décide de fêter les 10 ans de la télé-réalité en France, en faisant s'affronter d'anciens candidats à des anonymes.
L'émission qui devait durer dix semaines est arrêtée treize jours seulement après son lancement. Le 31 mars 2011, TF1 annonce l'arrêt définitif en raison de mauvaises audiences. Laurent Storch, directeur des programmes de la chaîne, reconnaît cet échec le soir même au micro de RTL évoquant un problème de casting. Les candidats quittent le studio de la Plaine Saint-Denis le 1er avril 2011.

## Principe
Le principe de Carré ViiiP ressemble à celui des autres télés-réalité d'enfermement, seize participants, huit anciens candidats de la télé-réalité française (« les Viiip ») et huit anonymes (« les Wannaviiip ») sont enfermés dans le plus grand espace jamais construit pour une émission de télé-réalité. Ils doivent tout faire pour essayer d'être le plus populaire possible. Chaque équipe a une cagnotte de 100 000 €. Chaque semaine, la personne la moins populaire fait perdre de l'argent à son équipe. Le maître des lieux est le Miroir (voix off : Caroline Klaus et Calvin Vauthier) qui, chaque jour, soumet des « caprices » aux candidats (équivalent des « missions » dans Secret Story) que le ou les candidats choisis décident d'exécuter ou non. Si le caprice n'est pas bien ou pas réalisé, le clan auquel appartient ce candidat perd une somme d'argent. La formule que doivent prononcer les candidats afin de convoquer le miroir dans sa salle spéciale est « Miroir, mon beau miroir, mon reflet t'appartient ».
À la fin de l'aventure, l'un des seize participants devait repartir avec la cagnotte de 150 000 €.
Mickaël Vendetta est présent dans l'émission pour coacher les Wanna Viiip durant une semaine.

### Diffusion
Les quotidiennes sont diffusées du lundi au vendredi à 18 h 15 et le dimanche à 17 h 55. Lors de la première semaine, une quotidienne était également diffusée le samedi à 17 h 50. La première émission hebdomadaire a été diffusée le vendredi 18 mars à 20 h 45 et les émissions hebdomadaires suivantes sont diffusées le vendredi en deuxième partie de soirée.
Lors des émissions quotidiennes, Elsa Fayer est dans le carré aux côtés des candidats,.
Le prime est suivi d'un After ViiiP, comme c'est le cas pour Secret Story. Comme lors de la finale de la saison 4 de Secret Story, Carré ViiiP, la suite est diffusé sur TF1 et non sur tf1.fr, dure environ 40 minutes et est présenté également par Elsa Fayer en compagnie de Christophe Beaugrand. L'émission permet de découvrir les réactions à chaud du candidat éliminé, de revenir sur les moments forts de la soirée.

### Polémique et intervention du CSA
Après avoir reçu de nombreuses plaintes de téléspectateurs quant au contenu du programme, le CSA décide d'une réunion plénière le 30 mars 2011 afin d'en débattre et décider d'éventuelles sanctions contre le diffuseur telles qu'une interdiction aux moins de 12 ans. En effet, Carré ViiiP est allée très loin dans la vulgarité en heure de grande écoute. En 2009 déjà, le CSA avait imposé à TF1 la signalétique Déconseillé aux moins de 10 ans à l'émission Secret Story qui n'hésitait pas à exposer la vulgarité mais aussi la nudité des candidats à un horaire familial. L'organisme de régulation de la télévision avait déjà été alerté cette année-là par les téléspectateurs. Nonce Paolini, patron de TF1, et Virginie Calmels, PDG d'Endemol France, productrice de l'émission, sont convoqués au CSA le vendredi 1er avril 2011 afin de s'exprimer sur Carré ViiiP et la télé-réalité en général,. D'autre part, Michèle Cotta, membre du comité d'éthique d'Endemol, annonçait sa démission quelques jours après le lancement de Carré ViiiP, indignée par le contenu du programme.

## Le carré Viiip
Le carré est d'une superficie de 700 m2, sans compter l'extérieur. Une piscine se trouve au milieu du salon. À ciel ouvert, on trouve une terrasse. Les suites des ViiiP sont séparés des chambres des Wanna Viiip. Un Pass VIP, permet d'atteindre le couloir des suites. Cet espace est construit à La Plaine Saint-Denis, comme c'est le cas pour bon nombre de télés-réalité.

## Les candidats
Tous les candidats sont entrés dans l'émission le 18 mars 2011.

### Les Viiip
| Nom du candidat | Âge    | Origine dans la télé réalité                                                   | Statut                              |
| --------------- | ------ | ------------------------------------------------------------------------------ | ----------------------------------- |
| Afida           | 35 ans | candidate de Loft Story 2 (sous le nom de Lesly)                               | Arrêt de l'émission le 31 mars 2011 |
| Alexandra       | 24 ans | finaliste de Secret Story 2                                                    | Arrêt de l'émission le 31 mars 2011 |
| Benoît          | 22 ans | vainqueur de Secret Story 4                                                    | Arrêt de l'émission le 31 mars 2011 |
| Cindy           | 28 ans | finaliste de Secret Story 3                                                    | Arrêt de l'émission le 31 mars 2011 |
| François-Xavier | 22 ans | demi-finaliste de Secret Story 3                                               | Arrêt de l'émission le 31 mars 2011 |
| Giuseppe        | 40 ans | participant à Qui veut épouser mon fils ?                                      | Arrêt de l'émission le 31 mars 2011 |
| Thomas          | 18 ans | candidat de Secret Story 4                                                     | Arrêt de l'émission le 31 mars 2011 |
| Marjolaine      | 30 ans | héroïne de Marjolaine et les millionnaires participante à Greg le millionnaire | Abandon le 26 mars 2011             |

### Les Wannaviiip
| Nom du candidat | Âge    | Origine   | Statut                              |
| --------------- | ------ | --------- | ----------------------------------- |
| Alexandre       | 26 ans | Paris     | Arrêt de l'émission le 31 mars 2011 |
| Aurélie         | 20 ans | Bruxelles | Arrêt de l'émission le 31 mars 2011 |
| Beverly         | 19 ans | Alès      | Arrêt de l'émission le 31 mars 2011 |
| Candice         | 28 ans | Paris     | Arrêt de l'émission le 31 mars 2011 |
| Jean-Philippe   | 27 ans | Dracé     | Arrêt de l'émission le 31 mars 2011 |
| Kevin           | 19 ans | Paris     | Arrêt de l'émission le 31 mars 2011 |
| Noam            | 22 ans | Lyon      | Arrêt de l'émission le 31 mars 2011 |
| Xenia           | 23 ans | Genève    | Éliminée le 25 mars 2011            |

## Déroulement des deux semaines

### Organisation de la semaine
Chaque semaine suit l'organisation suivante :
- Le lundi, grâce au « ViiiPomètre » chaque candidat peut connaître son pourcentage de popularité estimé grâce aux internautes pouvant se rendre sur la « ViiiPage » sur le site officiel de l'émission. Ainsi, le Viiip et le Wannaviiip ayant rassemblé le pourcentage le plus élevé ont fait un « Top » et sont donc immunisés cette semaine. Au contraire, les deux candidats Viiip et Wannaviiip ayant reçu les pourcentages les moins élevés ont fait un « Flop ».
- Le mardi, les Viiip passent chacun leur tour dans la salle du Miroir (la première semaine) pour désigner les deux Wannaviiip qu'ils souhaitent proposer, et qui selon eux sont « Out ». Les deux Wannaviiip ayant rassemblé le plus de votes contre eux sont proposés. La deuxième semaine, les propositions WannaViiip sont faites au confessionnal.
- Le mercredi, les Wannaviiip passent chacun leur tour dans le confessionnal pour désigner les deux Viiip qu'ils souhaitent proposer, et qui selon eux sont « Out ». Les deux Viiip ayant rassemblé le plus de votes contre eux sont proposés aux côtés des 2 WannaViiip proposés la veille.
- Le jeudi c'est le jour des sorties pour certains candidats qui peuvent goûter au plaisir du monde du show-bizz en se rendant dans des défilés, séances photos, interviews, soirées, etc. Le plus souvent ces sorties sont un moyen de faire le « buzz » et les candidats qui ont la chance de les réaliser sont souvent les deux candidats ayant été immunisés lors de la semaine.
- Le vendredi, le candidat proposé ayant rassemblé le plus de votes en sa faveur est sauvé à la fin de la quotidienne, avant le prime se déroulant le soir, où l'un des trois candidats proposés restants va quitter l'aventure(le public pouvait encore voter pour les 3 derniers proposés jusqu'à la dernière pause publicité du prime).

### Le Viiipomètre
Tous les lundis le viiipomètre indique aux Viiip et aux Wannaviiip leur cote de popularité en dehors du carré.
|           | Viiip           | Viiip              | Wannaviiip    | Wannaviiip      |
| --------- | --------------- | ------------------ | ------------- | --------------- |
| IN        | OUT             | IN                 | OUT           |                 |
| Semaine 1 | Benoît (10,6 %) | Marjolaine (3,6 %) | Kevin (7,6 %) | Beverly (4,2 %) |
| Semaine 2 | Cindy (9,6 %)   | Afida (4,9 %)      | Kevin (7,4 %) | Beverly (4,9 %) |

### Propositions et éliminations
|           | Immunisés     | Proposés (% des votes du public)                                    | Départ               |
| --------- | ------------- | ------------------------------------------------------------------- | -------------------- |
| Semaine 1 | Benoît, Kevin | FX (39 % au 1er tour), Afida (41 %), Alexandre (38 %), Xenia (21 %) | Xenia                |
| Semaine 2 | Cindy, Kevin  | Alexandre (3 %), Candice (3 %), FX (50 %), Afida (46 %)             | Marjolaine (abandon) |

#### Semaine 1
| Candidats Viiip | Afida                   | Alexandra         | Benoît          | Cindy           | FX                      | Giuseppe      | Marjolaine    | Thomas                  |
| --------------- | ----------------------- | ----------------- | --------------- | --------------- | ----------------------- | ------------- | ------------- | ----------------------- |
| Propositions    | Alexandre Jean-Philippe | Alexandre Candice | Alexandre Xenia | Alexandre Xenia | Alexandre Jean-Philippe | Beverly Xenia | Candice Xenia | Alexandre Jean-Philippe |

| Candidats Wanna Viiip | Alexandre | Aurélie          | Beverly        | Candice              | Jean-Philippe | Kevin    | Noam     | Xenia               |
| --------------------- | --------- | ---------------- | -------------- | -------------------- | ------------- | -------- | -------- | ------------------- |
| Propositions          | FX Cindy  | Marjolaine Afida | Afida Giuseppe | Marjolaine Alexandra | Afida FX      | Afida FX | Afida FX | Marjolaine Giuseppe |

Les proposés sont donc Alexandre, Xenia, Afida et FX. FX a été sauvé lors de la quotidienne du 25 mars 2011 car il a réuni le plus grand nombre de votes en sa faveur avec 39 % des voix. Un nouveau vote est organisé entre les trois candidats restants et c'est finalement Xénia qui est éliminée lors de l'émission hebdomadaire du 25 mars 2011 avec 21 % des votes contre 41 % pour Afida et 38 % pour Alexandre.

#### Semaine 2
Marjolaine abandonna le jeu le 26 mars car elle ne pouvait plus supporter d'être loin de sa famille (de son bébé notamment).
| Candidats Viiip | Afida             | Alexandra             | Benoît                  | Cindy        | François-Xavier   | Giuseppe     | Thomas            |
| --------------- | ----------------- | --------------------- | ----------------------- | ------------ | ----------------- | ------------ | ----------------- |
| Propositions    | Alexandre Candice | Candice Jean-Philippe | Alexandre Jean-Philippe | Aurélie Noam | Alexandre Candice | Beverly Noam | Alexandre Candice |

| Candidats Wanna Viiip | Alexandre    | Aurélie      | Beverly        | Candice  | Jean-Philippe | Kevin    | Noam     |
| --------------------- | ------------ | ------------ | -------------- | -------- | ------------- | -------- | -------- |
| Propositions          | Afida Thomas | Afida Benoit | Giuseppe Afida | Afida FX | Afida FX      | FX Afida | Afida FX |

Les quatre proposés sont donc Alexandre, Candice, FX et Afida. Le 1er avril, l'émission est arrêtée faute d'audiences et tous les candidats quittent le Carré.

## Audimat
L'émission réalise lors de sa première semaine de diffusion des audiences très faibles,. La soirée de lancement réunit 3,9 millions de téléspectateurs, soit la deuxième plus faible audience d'une émission de télé-réalité en prime-time sur TF1 (seule la télé-réalité Le Royaume avait fait moins en 2006 avec 14 % de parts de marché avant d'être déprogrammée faute d'audience). L'émission quotidienne quant à elle a chuté de 2,5 millions de téléspectateurs (16 % de pdm) à 1,6 million (12,5 %) en l'espace d'une semaine, se faisant battre à cette occasion par France 2, M6 et France 3. La part de marché sur le public des ménagères de moins de 50 ans responsables des achats chute également de 27 % à 21 %, s'inclinant face à l'émission à succès de M6 Un dîner presque parfait (30 %). Les rediffusions matinales de Carré ViiiP réalisent environ 10 % de pdm sur le public global, avec un plus bas à 7,9 % le 25 mars 2011. La dernière quotidienne diffusée le 31 mars 2011 a réuni 2 100 000 de téléspectateurs pour 14,3 % de part de marché, il s'agit de la meilleure audience de l'émission depuis le mardi 22 mars 2011. Dès le vendredi 1er avril, la quotidienne est remplacée par une rediffusion de la série Les Experts : Miami, qui ne fera guère mieux que Carré ViiiP en ne réunissant que 1 600 000 téléspectateurs et 13,3 % de part de marché. La série se fait battre par France 3 (15,6 %), M6 (14,1 %) et France 2 (13,5 %). L'hebdomadaire a, elle, été remplacée par une rediffusion de l'émission Confessions intimes.

### Émissions hebdomadaires
| Épisode | Jour et horaire de diffusion      | Téléspectateurs | Parts de marché (sur les 4 ans et plus) | Classement des audiences de la soirée | Parts de marché (sur les 15/24 ans) | Classement des audiences de la soirée | Références |
| ------- | --------------------------------- | --------------- | --------------------------------------- | ------------------------------------- | ----------------------------------- | ------------------------------------- | ---------- |
| 1       | vendredi 18 mars 2011 20:45-23:15 | 3 922 000       | 18,3 %                                  | 2e                                    | 35,8 %                              | 1er                                   |            |
| 2       | vendredi 25 mars 2011 23:05-00:35 | 2 000 000       | 21,2 %                                  | 2e                                    | 38 %                                | 1er                                   |            |

### Émissions quotidiennes
| Épisode | Jour et horaire de diffusion      | Téléspectateurs     | Parts de marché (sur les 4 ans et plus) | Référence |
| ------- | --------------------------------- | ------------------- | --------------------------------------- | --------- |
| 1       | samedi 19 mars 2011 17:55-18:40   | 2 100 000           | 15,6 %                                  | [ 22 ]    |
| 2       | dimanche 20 mars 2011 17:55-18:40 | 2 100 000           | 14 %                                    | [ 23 ]    |
| 3       | lundi 21 mars 2011 18:20-19:05    | 2 500 000           | 16,3 %                                  | [ 16 ]    |
| 4       | mardi 22 mars 2011 18:20-19:05    | 2 100 000           | 15 %                                    | [ 24 ]    |
| 5       | mercredi 23 mars 2011 18:20-19:05 | 2 000 000           | non-communiqué                          | [ 16 ]    |
| 6       | jeudi 24 mars 2011 18:20-19:05    | 1 900 000           | 13 %                                    | [ 16 ]    |
| 7       | vendredi 25 mars 2011 18:20-19:05 | 1 600 000           | 12,5 %                                  |           |
| 8       | dimanche 27 mars 2011 17:55-18:40 | non-communiqué (~2) | 13 %                                    | [ 25 ]    |
| 9       | lundi 28 mars 2011 18:20-19:05    | 1 900 000           | 13,1 %                                  | [ 26 ]    |
| 10      | mardi 29 mars 2011 18:20-19:05    | 2 000 000           | 14 %                                    | [ 9 ]     |
| 11      | mercredi 30 mars 2011 18:20-19:05 | 1 900 000           | 12,7 %                                  | [ 13 ]    |
| 12      | jeudi 31 mars 2011 18:20-19:05    | 2 100 000           | 14,3 %                                  | [ 19 ]    |

### Carré ViiiP, la suite
| Épisode | Jour et horaire de diffusion      | Téléspectateurs | Parts de marché (sur les 4 ans et plus) | Classement des audiences de la soirée | Référence |
| ------- | --------------------------------- | --------------- | --------------------------------------- | ------------------------------------- | --------- |
| 1       | vendredi 25 mars 2011 00:35-01:30 | 1 000 000       | 25,6 %                                  | 1er                                   | [ 27 ]    |